# NGC 1676
NGC 1676 ist die Bezeichnung eines offenen Sternhaufens im Sternbild Dorado. Das Objekt wurde am 12. Dezember 1835 von dem britischen Astronomen John Herschel entdeckt.